# Cteniscus devius
Cteniscus devius är en stekelart som först beskrevs av Mason 1955.  Cteniscus devius ingår i släktet Cteniscus och familjen brokparasitsteklar. Arten är reproducerande i Sverige. Inga underarter finns listade i Catalogue of Life.